# Nociception

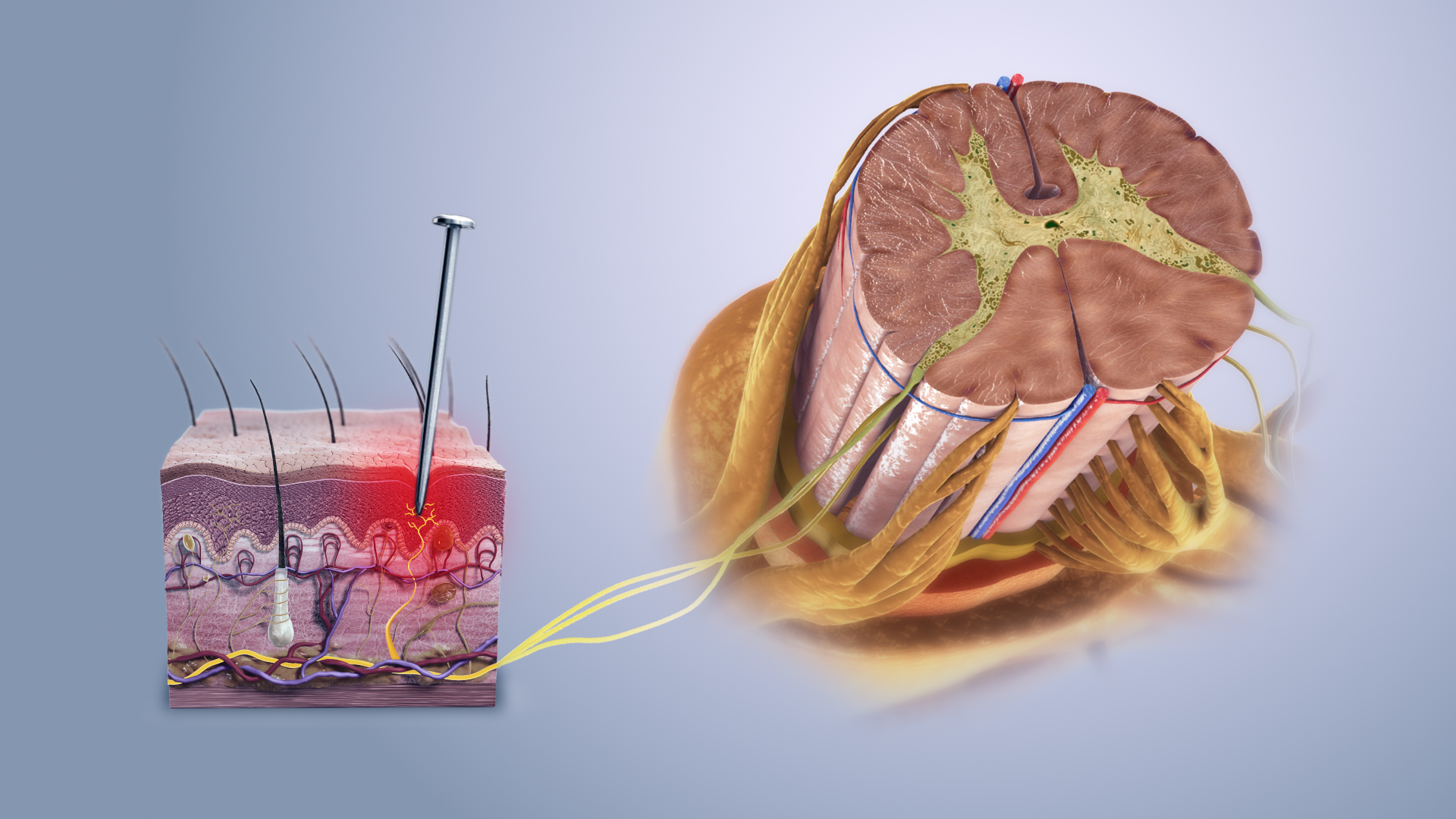
Fibres nerveuses sensorielles stimulées au-delà de l'intensité nocive provoquant une douleur nociceptive.

La nociception est une fonction défensive présente chez les vertébrés ainsi que chez les invertébrés. C'est une fonction permettant l'intégration, au niveau du système nerveux central, d'un stimulus thermique, mécanique ou chimique nocif ou potentiellement nocif via l'activation des nocicepteurs cutanés, viscéraux, musculaires et articulaires. Le transport de l'information sensorielle par les nerfs se fait de la périphérie (lieu de transduction d'un message potentiellement nocif en nociception) jusqu'au thalamus. La nociception est souvent décrite comme transmettant les messages "douloureux", cependant cette conception est erronée,,. En effet la nociception et la douleur sont deux choses différentes,. Il existe un grand corpus de preuve dissociant la nociception de la douleur, montrant qu'il n'existe pas de lien de causalité entre le premier et le second,,,.
En effet, la douleur est une expérience sensorielle et émotionnelle subjective, nécessitant une conscience pour être ressentie, la nociception correspond quant à elle au processus physiologique de détection d’un stimulus nocif par le système nerveux, indépendamment de toute perception consciente. Cette distinction est particulièrement importante dans un contexte médical chez les patients inconscients, chez lesquels l’évaluation directe de la douleur est impossible. C’est pour cette raison que, dans ces situations, il est essentiel de recourir à des dispositifs de surveillance spécifiques permettant de mesurer la nociception de manière objective. Parmi ces outils, la pupillométrie, notamment avec des dispositifs médicaux tels que l'Algiscan, s'avère pertinente, car la réponse pupillaire (dilatation pupillaire) est un marqueur fiable et spécifique, de l'activité nociceptive chez les patients inconscients. L'évaluation précise de la nociception dans ces contextes est cruciale pour optimiser les stratégies thérapeutiques et adapter la prise en charge de la nociception.